# 道の駅さんさん南三陸

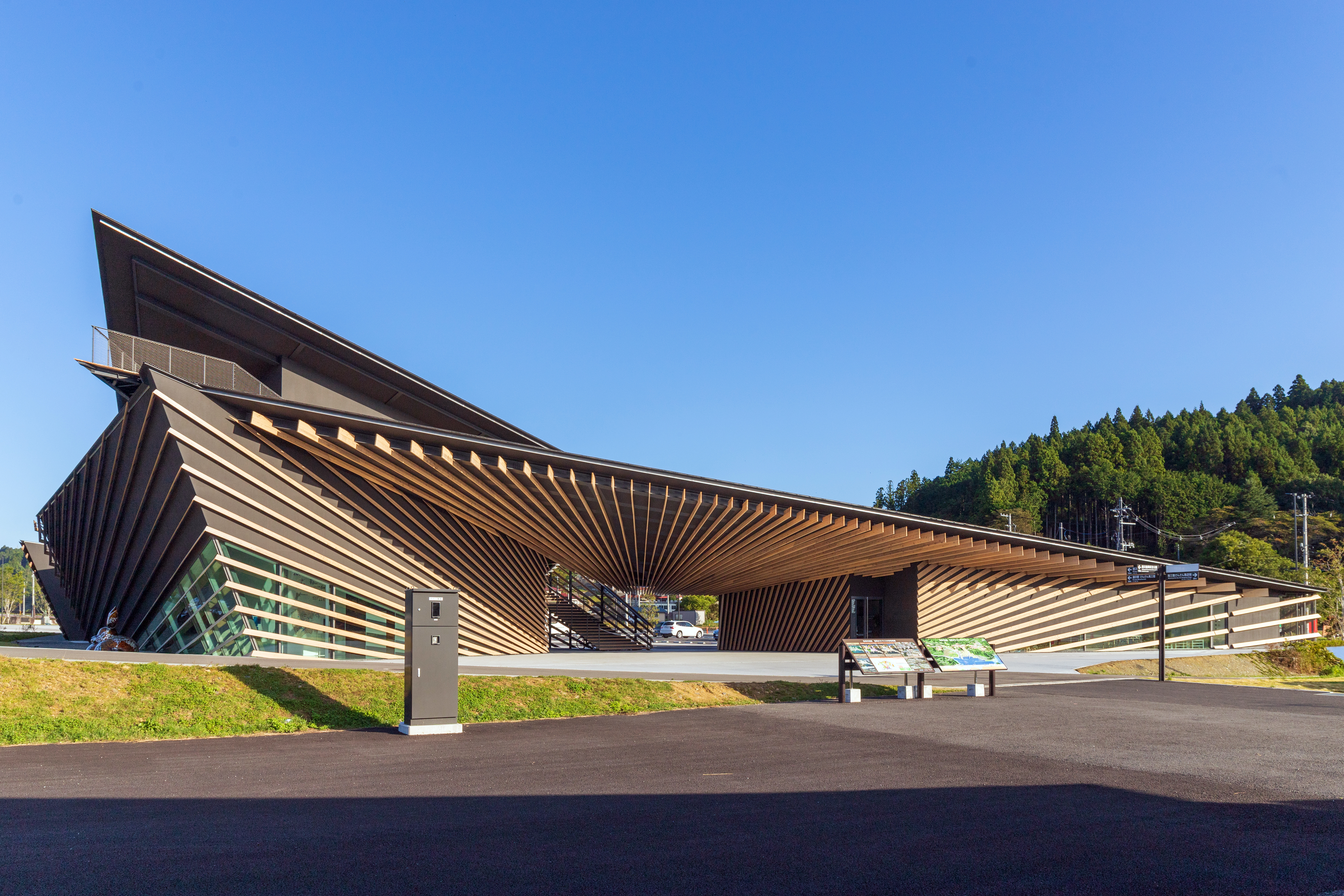
南三陸311メモリアル

道の駅さんさん南三陸（みちのえき さんさんみなみさんりく）は、宮城県本吉郡南三陸町にある国道398号の道の駅である。
南三陸さんさん商店街に隣接する敷地に設置され、同商店街も施設の一部として活用される。そのほか、東日本大震災の伝承施設「南三陸311メモリアル」、観光案内所・交流施設「南三陸ポータルセンター」、およびJR東日本気仙沼線BRTの志津川駅を中心とした公共交通ターミナルなどの施設がある。
設計は、南三陸町において東日本大震災からの復興に携わってきた建築家の隈研吾が担当した。

## 歴史
- 2016年（平成28年）度 - 南三陸町が「南三陸町道の駅基本構想」を策定[8]。
- 2021年（令和3年）3月30日 - 国土交通省より道の駅第54回登録において、「道の駅さんさん南三陸」として登録[1]。
- 2022年（令和4年）10月1日 - 開駅[5]。当初は同年4月開駅の予定だったが、新型コロナウイルス感染症の流行などの影響により約半年遅れでの開業となった[5]。

## 施設
- 駐車場 249台
- トイレ 36器
- 観光案内所・交流施設「南三陸ポータルセンター」
- 飲食・物販施設「南三陸さんさん商店街」
- 震災伝承施設「南三陸311メモリアル」
- ベビーコーナー
- 公衆電話
- 公衆無線LAN
- 展望台
- EV充電施設
- 公共交通ターミナル
  - 気仙沼線BRT志津川駅
    - 販売窓口
    - バスロケーションシステム表示設備

  - 高速バス停留所
  - 南三陸町町民バス停留所

## アクセス
- 国道398号 - 登録路線
  - 国道45号
- E45 三陸沿岸道路 志津川インターチェンジから南三陸さんさん商店街まで2.3 km（約5分）[9]。